# شعب غورما
شعب غورما ويعرفون أيضًا باسم الغورما أو غورمانتشي، مجموعة إثنية تتركز أساسًا في شمال شرق غانا، وبوركينا فاسو (في محيط مدينة فادا نغورما)، كما ينتشرون في المناطق الشمالية من توغو، وبنين، بالإضافة إلى جنوب غربي النيجر.
وقد تشمل تسمية الغورما شعب الباساري الذين يتركزون في شمال توغو وشمال فولتا مملكة داغبون في غانا. وتشير التسمية إلى لغة الغورما التي يتحدثها شعب غورما، وهي إحدى اللغات المنتمية إلى عائلة اللغات الغوريَّة.

## لمحة عامة
في عام 1985، ألَّف الدكتور ريتشارد آلان سوانسون كتابًا عن الغورمانتشي استعرض فيه تصور هذا الشعب الغورمانتشي لمفهوم الإنسان من منظورهم الذاتي، معتمدًا في ذلك على نصوصهم الأصلية لتوضيح المفاهيم المطروحة. يتناول الكتاب مفاهيم مثل القدر (ليكابيلي)، والجسد (غباناندي)، والحياة (ليميالي)، والموت (ميكوما).
وفي عام 2006، أصدر الباحث ساليف تيتامبا لانكواندي في بوركينا فاسو كتابًا تناول فيه تاريخ وإثنوغرافيا الغورمانتشي. صدر الكتاب باللغة الفرنسية في واغادوغو.
وفي عام 2012، نشر الباحث البرتغالي الدكتور جواو بيدرو غاليانو ألفيش كتابًا مرجعيًا حول شعب الغورمانتشي وثقافتهم، وتضمن دراسة في بيولوجية عرقية حول تفاعل الإنسان مع الأسود والتنوع البيولوجي في أحد مناطق النيجر.

## وصلات خارجية
- شعب غورما - الموسوعة البريطانية (بالإنجليزية)